# Tablice rejestracyjne w województwie koszalińskim
Tablice rejestracyjne w województwie koszalińskim. 

## Lata 1950−56
W 1950 roku utworzono z części województwa szczecińskiego województwo koszalińskie, któremu przydzielono przedział 73-74.

## Lata 1956−76
W wyniku reformy systemu rejestracji pojazdów w roku 1956 województwo koszalińskie otrzymało wyróżnik tablic rejestracyjnych E.

### Wyróżniki powiatów
- białogardzki − EG
- bytowski − EB
- człuchowski − EC
- drawski − EF
- Koszalin miejski − EK
- koszaliński − EE i EH
- kołobrzeski − EI
- miastecki − EL
- sławieński − EV
- Słupsk miejski − ES
- słupski − EO i EP
- szczecinecki − ET (motorowery: ETA, ETD)
- świdwiński − EX (motorowery EXA)
- wałecki − EW
- złotowski − ER[2]

## Lata 1976−2000
Województwo koszalińskie miało w 1976 roku 440 tys. mieszkańców, a więc zaliczało się do województw małych. Wydało ono dwa z trzech przypisanych mu wyróżników: KO i KG (nieużywanym wyróżnikiem było KY). Serię KG rozpoczęto jesienią 1991 roku. Na początku tablic nie rejonizowano. Dopiero od połowy lat osiemdziesiątych zaznacza się wyraźniejsza rejonizacja.

### Tablice pojazdów prywatnych
Tablice samochodowe jednorzędowe
- Zasób 1: KOA KOB KOD KOE KOF KOG KOH KOK KOL KOS KOW KOX KOY
- Zasób 2: KGA KGB KGD KGE KGF KGG KGH KGK KGL KGN KGO KGS KGW KGX KGY

Tablice samochodowe dwurzędowe
- Zasób 1: KOD 6147, KOY 9369
- Zasób 2: KGH 1011

Tablice przyczep
- Zasób 1: KOP KOU
- Zasób 2: KGP KGU

W tym dwurzędowe: KOP 6147, KGU 0083
Tablice motocyklowe
- Zasób 1: KOM KON KOO KOR KOZ
- Zasób 2: KGM KGR

Tablice motorowerowe
- Zasób 1: KOC KOE KOF KOG KOI (dublowanie z tablicami samochodów i ciągników poza KOI)
- Zasób 2: KGF KGJ (KGF dublowane z tablicami samochodów)

Tablice ciągników rolniczych
- Zasób 1: KOC KOD
- Zasób 2: KGT

#### Rejonizacja
Rejonizację rozpoczęto dopiero w połowie lat osiemdziesiątych. Znak (/) oznacza dużą część serii.
- KOE – Szczecinek (/)
- KOF – Kołobrzeg (/)
- KOH − Szczecinek
- KOK – Koszalin
- KOL − Kołobrzeg
- KOS − Szczecinek
- KOW – Drawsko Pomorskie
- KOX − Koszalin
- KOY – Świdwin
- KGA − Koszalin rejon
- KGB – Białogard (po protestach mieszkańców spowodowanych skojarzeniem z radzieckim KGB, zaprzestano wydawania; wydano około 500 sztuk tych tablic)
- KGD − Białogard
- KGE − Koszalin miasto
- KGF − Koszalin miasto
- KGG − Kołobrzeg
- KGH − Szczecinek
- KGK − Koszalin rejon
- KGL − Kołobrzeg
- KGN − Koszalin miasto
- KGO − Koszalin miasto
- KGS − Szczecinek
- KGW − Drawsko Pomorskie
- KGX − Koszalin rejon
- KGY − Świdwin

#### Wyróżniki niewykorzystane
- Wyróżnik KO: KOI KOJ KOV
- Wyróżnik KG: KGC KGI KGV KGZ
- Wyróżnik KY: KYA KYB KYC KYD KYE KYF KYG KYH KYI KYJ KYK KYL KYM KYN KYO KYP KYR KYS KYT KYU KYV KYW KYX KYY KYZ

### Tablice pojazdów państwowych
Wydawano je od 1976 do 1992 roku. Większości z nich prawdopodobnie nie rejonizowano.
Samochody
- KOA ***C, ***D, ***N, ***S (KOA 1**S − autobusy w Szczecinku), ***T, ***V, ***W, ***Z
- KOB ***B
- KOK ***C (Koszalin), ***E
- KOS ***B, ***V (Szczecinek)

Przyczepy
- KOP ***H, ***P i ***R

Ciągniki rolnicze
- KOC ***A, ***F, ***K

### Inne
- Tablice tymczasowe − I0-I4
- Tablice badawcze − XKO, XKG
- Tablice cudzoziemskie − IKO, IKG